# The Small Town Girl
The Small Town Girl er en amerikansk stumfilm fra 1917 af John G. Adolfi.

## Medvirkende
- June Caprice som June
- Jane Lee som Jane
- Bert Delaney som Frank
- Ethyle Cooke som Mame
- Tom Brooke